# Мендосіно (Каліфорнія)
Мендосіно (англ. Mendocino) — переписна місцевість (CDP) в США, в окрузі Мендосіно штату Каліфорнія. Населення — 932 особи (2020).

## Географія
Мендосіно розташоване за координатами 39°18′41″ пн. ш. 123°48′45″ зх. д. / 39.31139° пн. ш. 123.81250° зх. д. (39.311404, -123.812552).  За даними Бюро перепису населення США в 2010 році переписна місцевість мала площу 19,22 км², з яких 5,85 км² — суходіл та 13,37 км² — водойми.

### Клімат
Громада знаходиться у зоні, котра характеризується середземноморським кліматом. Найтепліший місяць — вересень із середньою температурою 13.9 °C (57 °F). Найхолодніший місяць — січень, із середньою температурою 8.9 °С (48 °F).
| Клімат Мендосіно        | Клімат Мендосіно | Клімат Мендосіно | Клімат Мендосіно | Клімат Мендосіно | Клімат Мендосіно | Клімат Мендосіно | Клімат Мендосіно | Клімат Мендосіно | Клімат Мендосіно | Клімат Мендосіно | Клімат Мендосіно | Клімат Мендосіно | Клімат Мендосіно |
| Показник                | Січ.             | Лют.             | Бер.             | Квіт.            | Трав.            | Черв.            | Лип.             | Серп.            | Вер.             | Жовт.            | Лист.            | Груд.            | Рік              |
| Абсолютний максимум, °C | 24               | 25               | 25               | 25               | 32               | 30               | 25               | 27               | 32               | 28               | 27               | 27               | 32               |
| Середній максимум, °C   | 13               | 13               | 14               | 15               | 16               | 17               | 17               | 17               | 18               | 17               | 16               | 14               | 16               |
| Середня температура, °C | 8                | 8                | 9                | 10               | 12               | 13               | 13               | 13               | 13               | 12               | 11               | 9                | 11               |
| Середній мінімум, °C    | 4                | 4                | 5                | 6                | 8                | 9                | 9                | 9                | 9                | 8                | 6                | 5                | 7                |
| Абсолютний мінімум, °C  | −4               | −2               | −1               | −3               | 1                | 3                | 5                | 4                | 3                | 0                | −1               | −2               | −4               |
| Норма опадів, мм        | 190              | 160              | 120              | 60               | 30               | 10               | 0                | 0                | 10               | 50               | 110              | 160              | 960              |
| Днів з дощем            | 11               | 10               | 7                | 5                | 4                | 1                | 0                | 0                | 1                | 4                | 7                | 10               | 63               |
| Вологість повітря, %    | 76               | 81               | 78               | 81               | 86               | 87               | 87               | 82               | 79               | 82               | 80               | 73               | 81               |
| ----------------------- | ---------------- | ---------------- | ---------------- | ---------------- | ---------------- | ---------------- | ---------------- | ---------------- | ---------------- | ---------------- | ---------------- | ---------------- | ---------------- |
| Джерело: Weatherbase    |                  |                  |                  |                  |                  |                  |                  |                  |                  |                  |                  |                  |                  |

## Демографія
Згідно з переписом 2010 року, у переписній місцевості мешкали 894 особи в 447 домогосподарствах у складі 214 родин. Густота населення становила 47 осіб/км².  Було 617 помешкань (32/км²).
Расовий склад населення:
| - 93,3 % — білих - 1,5 % — азіатів - 0,9 % — корінних американців - 0,6 % — чорних або афроамериканців - 0,1 % — вихідців з тихоокеанських островів |

До двох чи більше рас належало 3,0 %. Частка іспаномовних становила 4,7 % від усіх жителів.
За віковим діапазоном населення розподілялося таким чином: 10,4 % — особи молодші 18 років, 62,3 % — особи у віці 18—64 років, 27,3 % — особи у віці 65 років та старші. Медіана віку мешканця становила 56,1 року. На 100 осіб жіночої статі у переписній місцевості припадало 89,8 чоловіків;  на 100 жінок у віці від 18 років та старших — 83,7 чоловіків також старших 18 років.
За межею бідності перебувало 6,7 % осіб, у тому числі 0,0 % дітей у віці до 18 років та 19,6 % осіб у віці 65 років та старших.
Цивільне працевлаштоване населення становило 354 особи. Основні галузі зайнятості: мистецтво, розваги та відпочинок — 25,7 %, освіта, охорона здоров'я та соціальна допомога — 14,1 %, роздрібна торгівля — 13,8 %.